# João Almeida (ciclista)
João Pedro Gonçalves Almeida (A dos Francos - Caldas da Rainha, 5 de agosto de 1998) é um ciclista português, membro da equipa UAE Team Emirates.

## Biografia
Em 2016, João Almeida torna-se duplo campeão de Portugal, do ciclismo em estrada e do contrarrelógio.
Em 2017, apanha a equipa continental búlgara Unieuro Trevigiani-Hemus 1896. No mês de abril, obtém o seu primeiro sucesso na terceira etapa da Tour de Mersin, onde domina num sprint a dois com Eduard Vorganov. Cinco dias mais tarde, ele ganha com um sucesso na segunda etapa da Toscana-Terre de Cyclisme, que termina no quarto posto. Nas semanas que seguem, classifica-se quarto da Volta a Ancara depois nono e melhor jovem da Volta à Ucrânia, após ter conseguido a última etapa.
Em 2018, assina com a equipa estadounidense Hagens Berman-Axeon. Após um começo de temporada mais bem discreto em estrada, se ilustra no mês de abril resultando o primeiro ciclista português a conseguir Liège-Bastogne-Liège Esperanças.  Daqui por diante, mostra-se regular nas corridas por etapas nas prestigiosas do calendário esperança. É quinto e melhor jovem da Ronde d'Isard, depois segundo e melhor jovem do Giro d'Italia Esperanças, bem como sétimo da Tour de l'Avenir. Sobre pista, torna-se campeão de Portugal da corrida scratch. Em 2019, ele ganha ambos títulos nacionais em estrada nas esperanças e classifica-se quarto e melhor jovem do Tour de Utah.
As suas boas temporadas lhe permitem apanhar em 2020 o UCI WorldTeam Deceuninck-Quick Step. Com esta equipa, é terceiro da Volta a Burgos ganhada pelo seu colega Remco Evenepoel, depois sétimo e melhor jovem da Tour de l'Ain. Em setembro, consegue o contrarrelógio por equipas da Semana internacional Coppi e Bartali, que termina no terceiro lugar final. Após um abandono no Giro de Lombardia, o seu primeiro Monumento, termina segundo da Giro de Emília a nove segundos de Aleksandr Vlasov. 
Participa depois no Giro d'Italia, a sua primeira grande volta, onde é promovido a líder devido à baixa de Remco Evenepoel. Durante o prólogo, classifica-se segundo por trás do italiano Filippo Ganna. Dois dias mais tarde, no topo da Etna, apodera-se aos 22 anos da camisola rosa de líder, uma primeira para um corredor português desde Acácio da Silva em 1989 Está classificado no mesmo tempo que o equatoriano Jonathan Caicedo, vencedor na etapa de Etna. Durante 15 dias consegue manter essa camisola, passando a ser o ciclista jovem (com menos de 23 anos) que mais dias envergou a camisola rosa no Giro d'Italia e o 3º em atividade com mais dias de camisola rosa , atrás de Vincenzo Nibali e Tom Dumoulin. Acabou o Giro d'Italia de 2020 no 4º lugar, sendo a melhor classificação de sempre de um português na prova.
Em 2022 foi forçado a abandonar a Volta a Itália, após ter testado positivo à covid-19. À entrada da 18.ª etapa do Giro o português seguia no quarto lugar da classificação geral.

## Palmarés em estrada
- 2014
  -  Campeão de Portugal em estrada cadetes
  -  Campeão de Portugal do contrarrelógio cadetes
- 2015
  - 2.º do Campeonato de Portugal da contrarrelógio juniores
- 2016
  -  Campeão de Portugal em estrada juniores
  -  Campeão de Portugal da contrarrelógio juniores
  - 3.º da Volta ao Besaya
- 2017
  - 3. ª etapa da Volta de Mersin
  - 2. ª etapa de Toscana-Terre de Cyclisme
  - 4. ª etapa da Volta à Ucrânia
  - 3.º do Campeonato de Portugal do contrarrelógio esperanças
- 2018
  - Liège-Bastogne-Liège Esperanças
  - 2.º do Giro d'Italia Esperanças
  - 2.º do Campeonato de Portugal do contrarrelógio esperanças
  - 2.º do Campeonato de Portugal em estrada esperanças
  - 10.º do Campeonato Europeu do contrarrelógio esperanças
- 2019
  -  Campeão de Portugal em estrada esperanças
  -  Campeão de Portugal do contrarrelógio esperanças
- 2020
  - 2.º do Giro de Emília
  - 3.º da Volta a Burgos
  - 3.º da Semana internacional Coppi e Bartali
- 2021
  -  Campeonato de Portugal de Ciclismo em Estrada
  - 1.º da Volta à Polónia mais 2 etapas
  - 1.º da Volta ao Luxemburgo mais 1 etapa
- 2022
  - 5.º  UAE Tour
  - 2.º  UAE Tour
  -  Paris - Nice
  - 2.º  Volta à Catalunha
  -  Campeonato de Portugal de Ciclismo em Estrada
  - 2.º  Volta a Burgos
  - 5.º  Volta a Espanha
- 2023
  - 3.º no Giro de Itália mais 1 etapa

### Resultados nas grandes voltas

#### Giro d'Italia
1 participação
- 2020 :  camisola rosa durante 15 dias
- 2020 : 4º lugar na geral individual [13]
- 2023 : 3º lugar na geral individual

## Palmarés em pista

### Campeonato de Portugal
- 2014
  -  Campeão de Portugal de corrida por pontos cadetes
- 2018
  -  Campeão de Portugal do scratch
  - Top 5 no giro d'Itália